# Інтеграл вздовж траєкторій

Ілюстрація дерева шляхів, які ведуть з точки A в точку B

Інтеграл вздовж траєкторій — математичний оператор, який використовується у Фейнмановому формулюванні квантової механіки. 
Формальне визначення інтегралу вздовж траєкторій дається формулою 
{\displaystyle \int \limits _{W[t_{0},t]}(\ldots )D[q(t)]=\lim \limits _{n\rightarrow \infty ,\varepsilon \rightarrow 0}\left({\frac {m}{2\pi i\hbar \varepsilon }}\right)^{(n+1)/2}\int \limits _{-\infty }^{\infty }\dots \int \limits _{-\infty }^{\infty }(\ldots )dq_{1}\ldots dq_{n}},
де {\displaystyle \varepsilon (n+1)=t-t_{0}}, {\displaystyle W[t_{0},t]\,} — множина всіх траєкторій, які сполучають початкову точку {\displaystyle (q_{0},t_{0})\,} та кінцеву точку {\displaystyle (q,t)\,}, m — маса квантової частинки, {\displaystyle \hbar } — зведена стала Планка. 
Постулатом Фейманового формулювання квантової механіки є те, що пропагатор задається інтегралом вздовж траєкторій: 
{\displaystyle K(qt|q_{0}t_{0})=\int \limits _{W[t_{0},t]}\exp \left({\frac {i}{\hbar }}S[q(\cdot );t_{0},t]\right)D[q(t)]},
де {\displaystyle S[q(\cdot );t_{0},t]} — класична дія.

## Якісна інтерпретація
На відміну від звичайного інтеграла, в якому підсумовуються значення функції на відрізку, в інтегралі вздовж траєкторій підсумовуються значення функції вздовж усіх можливих кривих, які сполучають початкову й кінцеву точку. В рамках Фейнманового формулювання квантової механіки такий інтеграл визначає амплітуду ймовірності того, що квантова частинка переміститься з початкової точки в кінцеву.
Якщо в класичній механіці реалізується та з траєкторій, якій відповідає найменше значення дії, то в квантовій механіці свій вклад в ймовірність переходу частинки з однієї точки в іншу вносять усі можливі криві, які сполучають ці точки. Оскільки в квантовій механіці визначається не ймовірність переходу, а амплітуда ймовірності, то внески різних траєкторій інтерферують.

## Інтеграл вздовж траєкторій у фазовому просторі
Квантову механіку можна сформулювати через інтеграли вздовж траєкторій, використовуючи також канонічні змінні — координату та імпульс. 
Пропагатор частинки задається при такому підході через співвідношення: 
{\displaystyle K(qt|q_{0}t_{0})=\int \limits _{W[t_{0},t]}\exp \left({\frac {i}{\hbar }}\int _{t_{0}}^{t}(p{\dot {q}}-{\mathcal {H}}(q,p))dt\right)D[q(t)]D[p(t)]},
де {\displaystyle {\mathcal {H}}} — функція Гамільтона.
Інтегрування проводиться вздовж усіх траєкторій у фазовому просторі із фіксованим значенням координати в початковій та кінцевій точках.

## Статистична механіка
В квантовій статистичній механіці зележна від температури матриця густини задовольняє рівнянню 
{\displaystyle -{\frac {\partial {\hat {\rho }}}{\partial \beta }}={\hat {H}}{\hat {\rho }}},
де {\displaystyle \beta ={\frac {1}{k_{B}T}}}, {\displaystyle k_{B}} — стала Больцмана.
Формальний розв'язок цього рівняння 
{\displaystyle {\hat {\rho }}(\beta )=e^{-\beta {\hat {H}}}{\hat {\rho }}(0)}.
Статистична сума дорівнює сліду від матриці густини 
{\displaystyle Z={\text{Sp}}\,{\hat {\rho }}}.
Вводячи умовний «час» {\displaystyle u=\beta \hbar }, де {\displaystyle \hbar } — зведена стала Планка, і розбиваючи інтервал [0, U] на дрібні інтервали, можна записати
{\displaystyle {\hat {\rho }}(U)=\int \limits _{W(0,U)}\Phi [u]D[u]},
розглядаючи всі можливі траєкторії, якими система може переміститися з початкового стану при нескінченно високій температурі в кінцевий стан при температурі, що визначається значенням U.

## Історія
Формулювання квантової механіки через інтеграли вздовж траєкторій розробив у 1948 році Річард Фейнман.